# Весёлая (гора)
Весёлая — вершина в северо-восточной части Батенёвского хребта, в 5 км к юго-востоку от деревни Борозда на территории Боградского района Хакасии. Высота над уровнем моря 684 м, относительная высота — 184 м.
Восточный склон покрыт берёзовым лесом, западный и северный остепнены. На южном склоне выходы девонских отложений.